# Liste der Kulturdenkmale in Luxemburg-Hamm
In der Liste der Kulturdenkmale in Luxemburg-Hamm sind alle Kulturdenkmale des luxemburgischen Stadtteils Hamm aufgeführt (Stand: 15. Juli 2025).
| Bild                 | Bezeichnung          | Lage                                   | Beschreibung | Stufe | Eingetragen seit   |
| -------------------- | -------------------- | -------------------------------------- | ------------ | ----- | ------------------ |
| Edelkastanie         | Edelkastanie         | Scheidhof (Karte)                      |              | PCN   | 16. Mai 2002       |
| Karmelitinnenkloster | Karmelitinnenkloster | 10, rue Sainte Thérèse d’Avila (Karte) |              | PCN   | 5. Oktober 2018    |
| Gebäude              | Gebäude              | 14, rue Godchaux (Karte)               |              | PCN   | 18. Juli 2024      |
| Gebäude              | Gebäude              | 5, rue Haute (Karte)                   |              | IS    | 11. September 2009 |
| Haus                 | Haus                 | 17, rue de la Montagne (Karte)         |              | IS    | 7. August 2014     |
| Weitere Bilder       | Landgut Scheidhof    | val du Scheid (Karte)                  |              | IS    | 13. September 2018 |

Legende: PCN – Immeubles et objets bénéficiant des effets de classement comme patrimoine culturel national; IS – Immeubles et objets inscrits à l’inventaire supplémentaire

## Quelle
- Liste des immeubles et objets beneficiant d’une protection nationales, Nationales Institut für das gebaute Erbe, Fassung vom 11. Juli 2022, S. 73, 78, 81 (PDF)

- Karte mit allen Koordinaten:
- OSM |
- WikiMap

Bahnhofsviertel |
Beggen |
Belair |
Bonneweg |
Cents |
Clausen |
Dommeldingen |
Eich |
Gasperich |
Grund |
Hamm |
Hollerich |
Kirchberg |
Limpertsberg |
Merl |
Mühlenbach |
Neudorf-Weimershof |
Pfaffenthal |
Pulvermühle |
Rollingergrund |
Oberstadt |
Weimerskirch |
Zessingen
Bad Mondorf |
Bartringen |
Bauschleiden |
Bech |
Beckerich |
Befort |
Berdorf |
Bettemburg |
Bettendorf |
Betzdorf |
Bissen |
Biwer |
Burscheid |
Bous-Waldbredimus |
Clerf |
Colmar-Berg |
Consdorf |
Contern |
Dalheim |
Diekirch |
Differdingen |
Dippach |
Düdelingen |
Echternach |
Ell |
Ernztalgemeinde |
Erpeldingen an der Sauer |
Esch an der Alzette |
Esch an der Sauer |
Ettelbrück |
Fels |
Feulen |
Fischbach |
Flaxweiler |
Frisingen |
Garnich |
Goesdorf |
Grevenmacher |
Grosbous-Wahl |
Habscht |
Heffingen |
Helperknapp |
Hesperingen |
Junglinster |
Käerjeng |
Kayl |
Kehlen |
Kiischpelt |
Koerich |
Kopstal |
Lenningen |
Leudelingen |
Lintgen |
Lorentzweiler |
Luxemburg |
Mamer |
Manternach |
Mersch |
Mertert |
Mertzig |
Monnerich |
Niederanven |
Nommern |
Parc Hosingen |
Petingen |
Préizerdaul |
Pütscheid |
Rambruch |
Reckingen/Mess |
Redingen/Attert |
Reisdorf |
Remich |
Roeser |
Rosport-Mompach |
Rümelingen |
Saeul |
Sandweiler |
Sassenheim |
Schengen |
Schieren |
Schifflingen |
Schüttringen |
Stadtbredimus |
Stauseegemeinde |
Steinfort |
Steinsel |
Strassen |
Tandel |
Ulflingen |
Useldingen |
Vianden |
Vichten |
Waldbillig |
Walferdingen |
Weiler zum Turm |
Weiswampach |
Wiltz |
Winseler |
Wintger |
Wormeldingen